# Ophidiaster ophidianus
Ophidiaster ophidianus är en sjöstjärneart som först beskrevs av Jean-Baptiste Lamarck 1816.  Ophidiaster ophidianus ingår i släktet Ophidiaster och familjen Ophidiasteridae. Inga underarter finns listade i Catalogue of Life.